# Il cavaliere del silenzio
Il cavaliere del silenzio è un film comico italiano del 1916 diretto da Oreste Visalli. È un adattamento dell'opera teatrale del 1906 When Knights Were Bold di Harriett Jay.
Lo stesso anno fu distribuita anche una versione britannica separata, When Knights Were Bold.